# Wolfram Sievers
Wolfram von Sievers (Hildesheim, 10 de julio de 1905 - Landsberg am Lech, 2 de junio de 1948) fue un funcionario alemán miembro del NSDAP. Se desempeñó como director administrativo de la sección de las SS llamada Ahnenerbe desde 1935 hasta su disolución como organización. Sievers fue juzgado durante el denominado Juicio de los doctores y condenado a la pena capital por ahorcamiento.
Entre los crímenes en los que participó Sievers, el tribunal destacó la realización de experimentos pseudocientíficos con prisioneros del campo de concentración de Struthof-Natzweiler y la colección de esqueletos humanos conocida por la de los 86, conservada en el Instituto Anatómico de la Universidad de Estrasburgo.

## Ahnenerbe
Sievers se unió al Partido Nazi en 1929. En 1933, dirigió la Externsteine-Stiftung ("Fundación Externsteine"), que había sido fundada por Heinrich Himmler para estudiar la Externsteine en Teutoburger Wald . En 1935, habiéndose unido a las SS ese año, Sievers fue nombrado Reichsgeschäftsführer , o Secretario General, de la Ahnenerbe , por Himmler. Era el actual director de operaciones de Ahnenerbe y ascendería al rango de SS- Standartenführer al final de la guerra.
En 1943, Sievers se convirtió en director del Institut für Wehrwissenschaftliche Zweckforschung (Instituto de Investigación Científica Militar), que realizó extensos experimentos con sujetos humanos. También ayudó a reunir una colección de cráneos y esqueletos para el estudio de August Hirt en la Reichsuniversität Straßburg como parte de la cual 112 prisioneros judíos fueron seleccionados y asesinados, después de ser fotografiados y tomar sus medidas antropológicas.

## Juicio
El 20 de agosto de 1947 fue declarado culpable de tres de los cuatro cargos de los que se le acusaba:crímenes contra la humanidad,genocidio y guerra de agresión. El veredicto del Tribunal Militar I, fue pena de muerte. El 2 de junio de 1948, Wolfram Sievers fue ahorcado en la prisión de Lansberg (Prisión de Criminales de Guerra número 1).